# Stade Willy Bambridge
Stade Willy Bambridge – wielofunkcyjny stadion w Papeete, na Tahiti, Stolicy Polinezji Francuskiej. Mieści 1500 osób. Używany jest głównie do meczów piłki nożnej. Położony jest obok Szkoły To'ata, dlatego często nazywają go Place To'ata.